# 狗狗军团Tuff Puppy
《狗狗军团Tuff Puppy》（英語：T.U.F.F. Puppy）是一部美國電視動畫連續劇，由布奇·哈特曼 (Butch Hartman) 為尼克兒童頻道創作，並於2010年10月2日在該頻道首播。最後一集於2015年4月4日播出，共有3季，前兩季各為26集，第三季8集，共計60集。

## 劇情簡介
該劇的背景為一個叫做彼得羅波利斯（Petropolis）的虛構城市，居民都是擬人化的動物，主要角色是一隻名叫達德利（Dudley Puppy）的白狗，他是一個名為T.U.F.F（Turbo Undercover Fighting Force，渦輪臥底戰鬥部隊）的組織的間諜。他的伴侶是一隻名叫凱蒂（Kitty Katswell）的貓，同時組織內還有其他的助手。作為T.U.F.F的成員，達德利幫助凱蒂保護彼得羅波利斯免受各種惡棍的侵害。

## 外部連結
- 互联网电影数据库（IMDb）上《狗狗军团Tuff Puppy》的资料（英文）
- 大卡通上《T.U.F.F. Puppy》的資料